# Rättspraxis
Rättspraxis är ett samlingsbegrepp för de rättsliga avgöranden i framförallt domstolar, som anses vara en rättskälla och således utgöra vägledning för avgöranden av kommande fall. Ett rättsfall vars avgörande blir rättspraxis kallas prejudikat. I Sverige är det i första hand domar från Högsta domstolen och Högsta förvaltningsdomstolen som anses prejudicerande, men även domar från hovrätter och kammarrätter kan ha ett visst prejudikatvärde.
En grundläggande rättsstatlig princip är att rätten ska vara förutsebar. Den som har rättat sig efter en domstols tolkning av lagen ska kunna känna sig säker på att domstolen dömer på samma sätt nästa gång samma fråga kommer upp. En domstol förutsätts med andra ord döma lika i lika fall. En domstol dömer i princip inte heller på ett sätt som står i strid med hur en överordnad domstol dömt tidigare. Eftersom Högsta domstolen är den högsta rättsinstansen inom sitt område, innebär det att lägre domstolar, dvs. tingsrätter och hovrätter, rättar sig efter Högsta domstolens avgöranden.